# موزه مردم‌شناسی سنقر
موزه مردم‌شناسی سنقر موزه‌ای در شهر سنقر است که به اداره کل میراث فرهنگی، گردشگری و صنایع دستی استان کرمانشاه تعلق دارد و در جادهٔ سطر، بلوار آیت‌الله سعیدی، جنب آرامگاه مالک، در محل اداره میراث فرهنگی، گردشگری و صنایع دستی شهرستان سنقر قرار گرفته‌است. بازدید از این موزه هر روزه از ساعت ۸ صبح الی ۱۵ بعد از ظهر امکان‌پذیر است.

## راه‌اندازی موزه
در سفر رئیس جمهور و هیأت وزیر به استان کرمانشاه و در جلسهٔ هیئت وزیران در تاریخ ۳۰ آذر ۱۳۸۵ در شهر کرمانشاه، ایجاد موزهٔ مردم شناسی در پنج شهرستان پاوه، صحنه، دالاهو، قصرشیرین، و جوانرود به تصویب رسید. بدین منظور بخشی از ساختمان اداره میراث فرهنگی، گردشگری و صنایع دستی شهرستان سنقر به منظور تغییر کاربری به موزه در نظر گرفته‌شد.

## اشیای موزه
در موزهٔ مردم‌شناسی سنقر بخشی از آداب و رسوم فرهنگی منطقهٔ سنقر و کلیایی به نمایش گذاشته‌شده است. پوشاک مردم ترک و کرد شهر سنقر و منطقهٔ کلیایی، معماری روستایی، ابزارآلات سنتی کشاورزی، دامپروری، آشپزی کردی، پخت نان، گیوه‌بافی، ماکت مردم در حال انجام کار، ریسندگی و بافندگی و نساجی سنتی، بافت قالی کلیایی، پارچه و موج، و نیز بخشی از دانش بومی باغداری در غرفه‌هایی جداگانه نگهداری می‌شود. این اشیاء و ماکت‌ها گویای بخشی از آداب و رسوم فرهنگی منطقهٔ سنقر و کلیایی در زمینهٔ کشاورزی، نساجی، آشپزی و تولید ابزار کار است.
در سال ۱۳۹۰ سنگ‌نوشته‌ای از قبرستان پیرامون آرامگاه مالک در شهرستان سنقر کلیایی کشف شد که پس از راه‌اندازی موزهٔ مردم‌شناسی سنقر هم‌اکنون در این موزه نگهداری می‌شود.
در آذر ۱۳۹۱ یک شیء سفالی خمره‌مانند در اراضی کشاورزی روستای ده‌خداداد شهرستان سنقر و کلیایی و در حریم اثر تاریخی فرهنگی تپه کلک در هنگام شخم‌زنی زمین برای کشاورزی، توسط مردم محلی کشف شد و به موزه مردم‌شناسی شهرستان سنقر و کلیایی انتقال داده شد.